# Mozołówka
Mozołówka (ukr. Мозолівка) – wieś na Ukrainie, w obwodzie iwanofrankiwskim, w rejonie nadwórniańskim.